# MÁV řada M62

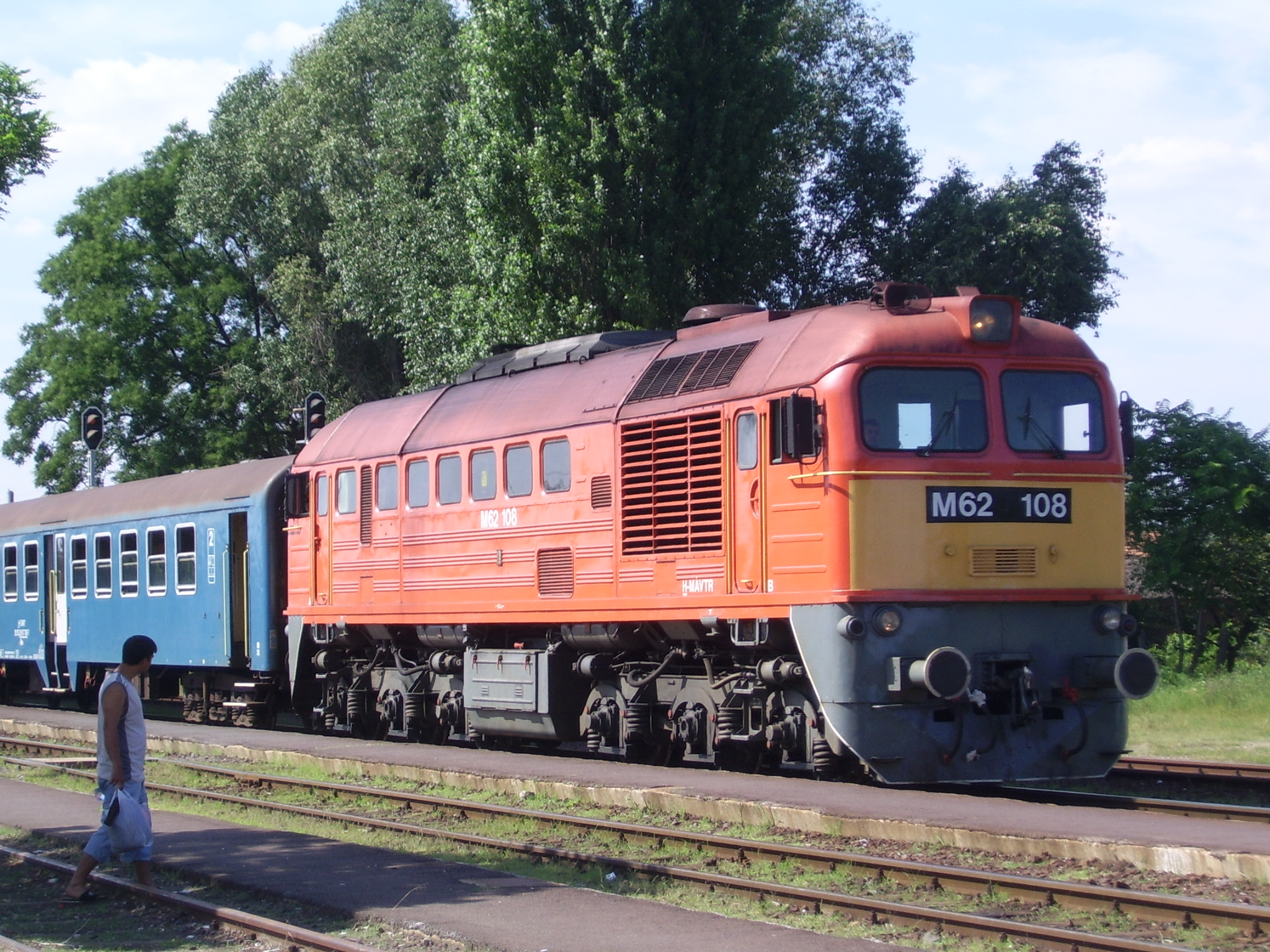
Lokomotiva M62 108 (Örkény, 2010)

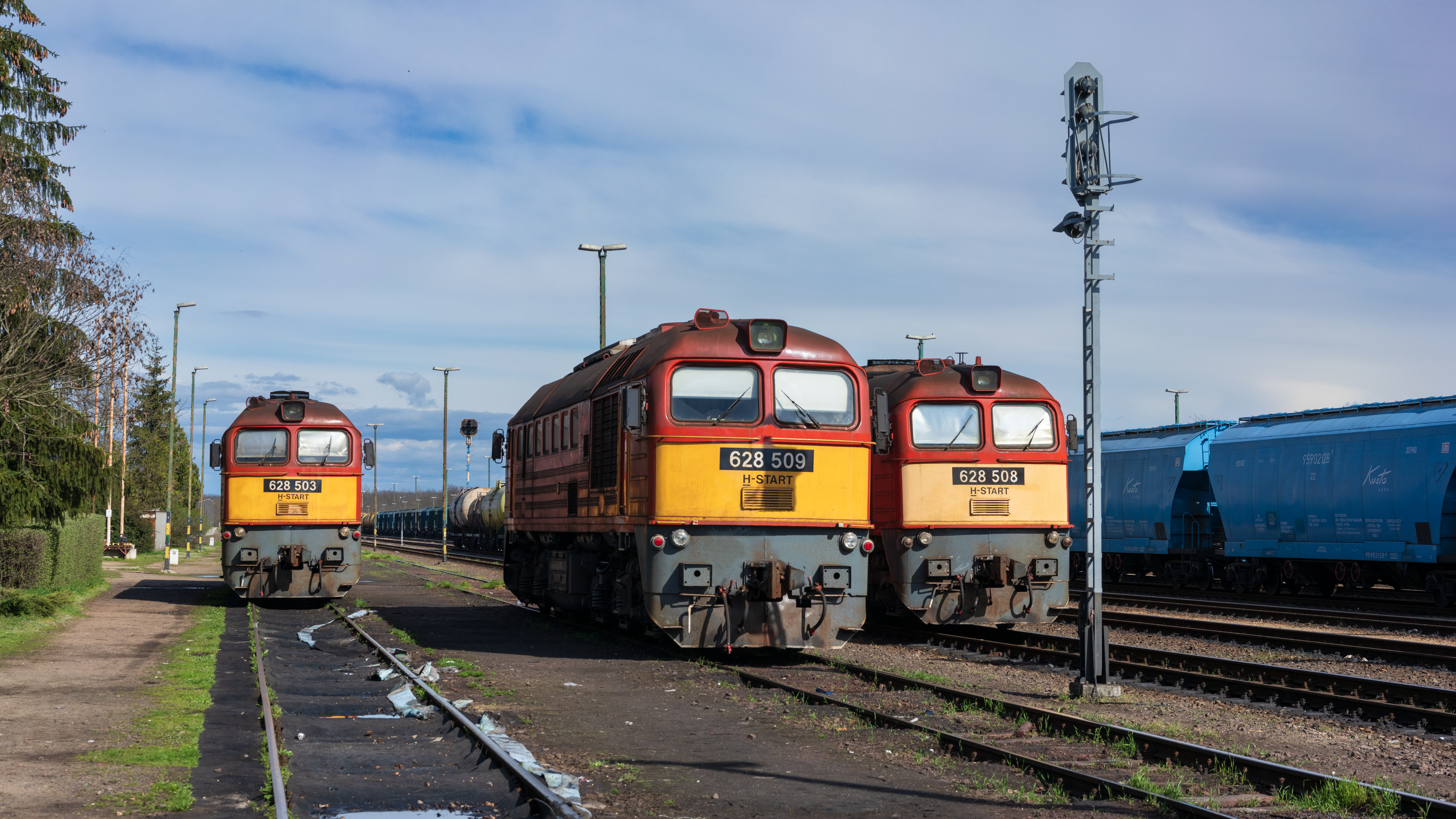
M62.5 (Eperjeske-Rendező, 2023)

Lokomotivy řady M62 byly dodány Maďarským státním drahám v letech 1965 - 1978 ze Sovětského svazu, z lokomotivky v Luhansku na Ukrajině (v průběhu výroby, v roce 1970, bylo město přejmenováno na Vorošilovgrad). MÁV obdržely celkem 270 strojů normálního rozchodu (M62 001 - 270) a 18 strojů širokého rozchodu (M62 501 - 518). Tři širokorozchodné stroje byly později přerozchodovány a obdržely čísla 271 - 273. Tyto lokomotivy jezdí v Maďarsku nejen na těžkých nákladních vlacích, ale také na osobních vlacích na severním pobřeží Balatonu. A to na vlacích Budapest Déli pu. - Tapolca a zpět.
Stejný typ lokomotivy byl dodáván i do dalších zemí východního bloku, také do Mongolska a na Kubu i železnicím SSSR.